# 고야노 겐지
고야노 겐지(일본어: 小谷野 顕治, 1988년 6월 22일~)는 일본의 전 축구 선수이다.

## 구단 경력
과거 가시마 앤틀러스, 알비렉스 니가타, 미토 홀리호크, 가이나레 돗토리에서 활동하였다.